# Stef Bos
Steven (Stef) Bos (Veenendaal, 12 juli 1961) is een Nederlandse singer-songwriter en acteur. Hij werd vooral bekend met zijn nummer Papa (1991).

## Biografie

### Privé
Stef Bos groeide op in zijn geboorteplaats Veenendaal. Op zijn 18e (1979) vertrok hij naar Utrecht om aan de lerarenopleiding te studeren. Hij rondde deze vijfjarige studie af en vertrok vervolgens naar Antwerpen om aan de theateropleiding 'Studio Herman Teirlinck' de kleinkunstrichting te volgen. Hij studeerde in 1988 af.
De eerste twee jaar na zijn studie speelde hij toneel bij Oud Huis Stekelbees in Gent, schreef songs voor anderen (onder andere Ingeborg en Clouseau) en maakte in België deel uit van het satirische BRT-radioprogramma 'De Ochtendploeg'. Vanaf 1990 besloot hij zich vooral bezig te houden met het schrijven en uitvoeren van eigen teksten en muziek. Stef had tussen 1990 en 1992 de rol van Joop Mengelmoes (de buurman van Samson en Gert, en een manusje-van-alles dat veel klusjes uitvoerde) in Samson & Gert.
Bos is getrouwd met de Zuid-Afrikaanse kunstenares Varenka Paschke, een kleindochter van Pieter Willem Botha. Zij hebben drie kinderen en wonen afwisselend in Zuid-Afrika en Vlaanderen. Bos is de oom van NOS-verslaggever Albert Bos, een zoon van zijn broer Gerrit.

### Muzikale carrière

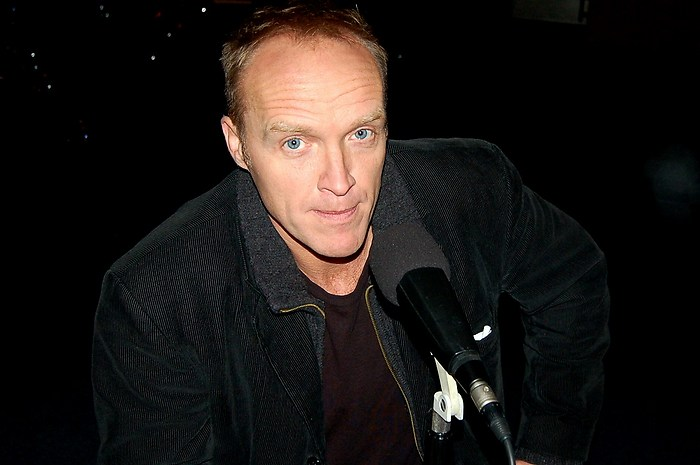
Stef Bos (2010 of eerder)

In 1989 schreef Bos het nummer Door de wind, het nummer waarmee Ingeborg Sergeant België vertegenwoordigde op het Eurovisiesongfestival 1989 in de Zwitserse stad Lausanne. Hij schreef het nummer als afscheidslied voor zijn moeder. De eerste twee singles die hij zelf in 1990 uitbracht, Is dit nou later? en Gek zijn is gezond, van het album Is dit nu later, braken niet veel potten, maar Papa werd een grote hit en blijft tot vandaag de dag onlosmakelijk met zijn naam verbonden. Het album verkocht hierdoor dubbel platina en datzelfde jaar mocht hij twee prijzen in ontvangst nemen: een Edison en de Zilveren Harp. In Vlaanderen scoorde Bos in 1991 een nummer 1-hit met Breek de stilte, een duet met Bob Savenberg. Hij toerde regelmatig in België en Nederland met een theaterconcert dat aanvankelijk vooral in België, maar later ook in Nederland een succes werd. In 1993 won hij de Pall Mall Exportprijs.
Geleidelijk kwam Stef Bos ook in aanraking met de Afrikaanse cultuur. Eerst vertrok hij naar West-Afrika, waar hij veel inspiratie opdeed, en later ging hij naar Zuid-Afrika. Dit uitte zich in een samenwerking met Johannes Kerkorrel en Thandi Klaasen voor het album Together as one. Ook hierna zijn de Afrikaanse invloeden duidelijk merkbaar op de albums die Stef Bos uitbracht. Op de cd's Vuur tot en met De onderstroom zijn nummers te vinden die opgenomen zijn met Afrikaanse musici of ontstaan zijn dankzij de samenwerking met hen. Met het album Vuur verdiende Bos een nominatie voor een Edison, maar won deze uiteindelijk niet.
In 2000 kreeg Stef Bos voor zijn album Zien een tweede Edison en een Gouden Harp. Ter promotie van deze cd kwam er niet alleen een theatertour door België en Nederland, maar ook door Zuid-Afrika.
In 2001 was Bos de centrale gast op Nekka-Nacht in het Sportpaleis in Antwerpen. Voor het eerst in de geschiedenis van de Nekka-Nacht was het Sportpaleis uitverkocht. De ongeveer 15.000 toeschouwers zagen een gevarieerde avond waarbij Bos zelf de gastheer was en hij musiceerde met Johan Verminnen, Raymond van het Groenewoud, Clouseau, Boudewijn de Groot en anderen met wie hij in het verleden had gewerkt. De nieuwe cd Van Mpumalanga tot die Kaap bevatte diepgaande Afrikaanse invloeden en was ook opgenomen met de hulp van een aantal Afrikaanse muzikanten. In 2003 kreeg hij voor zijn bijdrage aan de taalkundige en culturele betrekkingen tussen Zuid-Afrika en Nederland de Van Riebeeck-penning van de Nederlands Zuid-Afrikaanse Vereniging uitgereikt.
Na de release van weer een nieuwe cd, Donker en licht, en de bijbehorende theatertour Niemandsland, begon Bos in 2004 met een korte solo-tour, Dichtbij, waarbij hij zichzelf met de piano begeleidde. Deze tour diende vooral om nieuwe nummers in het theater uit te proberen voordat ze op cd gezet werden. In november van hetzelfde jaar begon hij aan een langere tournee met een band deze keer, Licht.
In 2005 verscheen de cd Ruimtevaarder, met vooral nieuwe liederen die op de Licht-tour gespeeld waren. In 2009 kreeg hij een opdracht van de NCRV om twaalf nieuwe liederen te schrijven op basis van personen uit de Bijbel die werden opgenomen met het Metropole Orkest. Het project kreeg de titel In een ander licht.
In februari 2010 kreeg Stef Bos in Zuid-Afrika als eerste buitenlandse singer-songwriter een prijs voor zijn bijdrage aan de Afrikaanse taal en muziek in de afgelopen 15 jaar. Een maand later verscheen het album Kloofstraat, dat voornamelijk in het Afrikaans is geschreven. Het album Minder meer kwam uit in het najaar van 2011 en bevatte nieuw Nederlandstalig materiaal.
Op 26 januari 2011 was Stef Bos deelnemer aan het televisieprogramma Ali B op volle toeren, waarbij een Nederlandse rapper gekoppeld wordt aan een Nederlandse artiest en ze vervolgens elk een nieuwe versie maken van een hit van de ander. Rapper Negativ werd gekoppeld aan Bos, en schreef - samen met Ali B- een zeer persoonlijke versie van de hit Papa. Stef maakte vervolgens een autobiografische versie van Dingen gedaan (2005) van Negativ.
In april 2011 speelde hij tijdens de officiële herdenking van de schietpartij in Alphen aan den Rijn op 9 april 2011 het lied De omgekeerde tijd. In oktober 2014 werd zijn cd Mooie waanzinnige wereld uitgebracht. Hiervoor werd bij het nummer Maskerman een videoclip geproduceerd. Hakim Traïdia speelt hierin de hoofdrol. In de daaropvolgende jaren zagen de cd's Sprong in de tijd (2015), Kern (2017), Ridder van Toledo (2019) en Tijd om te gaan leven (2020) het licht.
Eind 2019 werd in opdracht van KRO/NCRV het tienjarig jubileum en de gouden plaat van het project 'In een ander licht' gevierd met een tv-registratie waarin dezelfde songs werden uitgevoerd met strijkkwartet. In 2019 nam hij ook deel aan het AVRO/TROS-televisieprogramma Beste Zangers, dat in het najaar van 2020 uitgezonden werd. In 2019 zag ook een nieuw boek het licht met de titel Ruimte, een samenwerking met kunstfotografe Lieke Anna. In 2020 maakte hij een bloemlezing van teksten en commentaren in de reeks 'Taalkunstenaars' van de uitgeverij Nieuw Amsterdam.
In het najaar van 2020 werd het tv-programma Serenade van Stef uitgezonden door KRO-NCRV op NPO 1. In het programma gaat Bos in gesprek met mensen die een problematisch leven hebben gekend en schrijft aan de hand van hun gesprek een nummer. Op 5 mei 2021 presenteerde hij in het Koninklijk Theater Carré het Bevrijdingsdagconcert 2021 dat in verband met de coronapandemie niet met publiek aan de Amstel kon plaatsvinden. Het feestelijk programma werd, naast Bos, verzorgd door het Metropole Orkest, onder leiding van Miho Hazama, diverse artiesten, en de performers van ISH Dance Collective. In dezelfde maand nam hij deel aan een speciale editie van Beste Zangers rondom het Eurovisiesongfestival. Hij zong een eigen Nederlandse bewerking van het winnende songfestivallied van Céline Dion uit 1988 Ne partez pas sans moi (1988): Ga niet zonder mij.
In 2023 schreef hij de liedteksten voor de musical Checkpoint Charlie van Goedemorgen Theaterproducties. Ook was hij een van de artiesten in Liefde voor muziek. In maart dat jaar bracht hij zijn album Bitterlief uit.

#### Boeken
Stef Bos bracht niet alleen cd’s uit, maar ook zes boeken: Gebroken zinnen, Alles wat was, Ja! Stillewe, Ruimte en Taalkunstenaars. Het eerste boek is een boek waarin een variëteit aan teksten van Stefs hand gepubliceerd werden, met daarin gedachten, gedichten en ongezongen liedteksten. De teksten werden afgewisseld met bijzondere illustraties van de Zuid-Afrikaanse schilderes Mariana Booyens. Dit boek is ook in het Afrikaans verschenen, onder de titel Gebroke sinne.
In het boek Alles wat was, met daarbij ook een bonus-cd met onuitgegeven nummers, staan een verzameling liedteksten van 1980 tot 2005 gelardeerd met foto’s, brieven, schetsen en commentaar. Ja! is een vervolg op Gebroken zinnen, dit keer met illustraties van kunstenaar Eric de Bruijn. Stillewe is een vervolg op Ja!, dit keer in samenwerking met zijn vrouw, de Zuid-Afrikaanse kunstenares Varenka Paschke. Het boek is ontstaan tijdens Het feest van de dood in Mexico. De jaren daarna worden in dezelfde reeks ook de boeken Door de ogen van mijn vader (AW Bos) Ruimte (Lieke Anna) en Achtbaan (Peter van Straaten) uitgebracht. Het naslagwerk Mijn onmacht woont in woorden is een complete verzameling van liedteksten, gedichten en commentaren tot 2014.

## Discografie

### Albums
| Album met eventuele hitnotering(en) in de Nederlandse Album Top 100 | Datum van verschijnen | Datum van binnenkomst | Hoogste positie | Aantal weken | Opmerkingen                                               |
| ------------------------------------------------------------------- | --------------------- | --------------------- | --------------- | ------------ | --------------------------------------------------------- |
| Is dit nu later                                                     | 1990                  | 08-12-1990            | 35              | 15           |                                                           |
| Tussen de liefde en de leegte                                       | 1992                  | 07-11-1992            | 74              | 3            |                                                           |
| Vuur                                                                | 1994                  | 12-02-1994            | 31              | 10           |                                                           |
| Schaduw in de nacht                                                 | 1995                  | 18-11-1995            | 63              | 6            |                                                           |
| De onderstroom                                                      | 1997                  | 18-10-1997            | 30              | 8            | Dubbel-cd                                                 |
| Stad en land - Live 92/98                                           | 1998                  | -                     |                 |              |                                                           |
| Zien                                                                | 1999                  | 25-09-1999            | 50              | 8            |                                                           |
| Noord & zuid - Het beste van Stef Bos                               | 2000                  | 25-11-2000            | 98              | 1            | Dubbel-cd (verzamelalbum)                                 |
| Beste van Bos                                                       | 2000                  | -                     |                 |              | Alleen uitgebracht in Zuid-Afrika                         |
| Van Mpumalanga tot die Kaap                                         | 2001                  | 24-11-2001            | 88              | 2            |                                                           |
| Donker en licht                                                     | 19-05-2003            | 24-05-2003            | 15              | 13           |                                                           |
| Donker en licht                                                     | 23-09-2003            | -                     |                 |              | Dubbel-cd, alleen uitgebracht in Zuid-Afrika              |
| Jy vir my                                                           | 25-10-2003            | -                     |                 |              | Alleen uitgebracht in Zuid-Afrika                         |
| Donker en licht                                                     | 12-01-2004            | -                     |                 |              | Dubbel-cd, limited edition                                |
| Ruimtevaarder                                                       | 16-09-2005            | 08-10-2005            | 49              | 16           |                                                           |
| Ruimtevaarder                                                       | 03-10-2005            | -                     |                 |              | Zuid-Afrikaanse editie, alleen uitgebracht in Zuid-Afrika |
| Onvoltooid verleden                                                 | 11-10-2005            | -                     |                 |              | bonus-cd bij het boek Alles wat was                       |
| Storm                                                               | 23-02-2007            | -                     |                 |              | Dubbel-cd                                                 |
| Demo's deel 01 2008                                                 | 16-01-2008            | -                     |                 |              |                                                           |
| Demo's deel 02 2008                                                 | 01-03-2008            | -                     |                 |              |                                                           |
| Demo's deel 03 2008                                                 | 15-12-2008            | -                     |                 |              |                                                           |
| In een ander licht                                                  | 8-11-2009             | 14-11-2009            | 24              | 16           | met Metropole Orkest                                      |
| Kloofstraat                                                         | 18-03-2010            | 27-03-2010            | 19              | 12           |                                                           |
| Demo's deel 04 2010                                                 | 07-10-2010            | -                     |                 |              |                                                           |
| Dit is nu later! - 20 jaar Stef Bos                                 | 29-11-2010            | 11-12-2010            | 13              | 30           | Dubbel-cd (verzamelalbum)                                 |
| Dit is nu later! - 20 jaar Stef Bos                                 | 30-11-2010            | -                     |                 |              | Driedubbel-cd, limited edition (verzamelalbum)            |
| Demo's deel 05 2011                                                 | 15-04-2011            | -                     |                 |              |                                                           |
| Minder meer                                                         | 08-10-2011            | 15-10-2011            | 29              | 7            |                                                           |
| Demo's deel 06 2013                                                 | 11-10-2013            | -                     |                 |              |                                                           |
| Mooie waanzinnige wereld                                            | 26-09-2014            | 04-10-2014            | 18              | 20           |                                                           |
| Kaalvoet                                                            | 23-01-2015            | 31-01-2015            | 59              | 5            |                                                           |
| Een sprong in de tijd                                               | 08-01-2016            | 16-01-2016            | 29              | 16           |                                                           |
| Kern                                                                | 12-01-2018            | 20-01-2018            | 35              | 5            |                                                           |
| Ridder van Toledo                                                   | 22-02-2019            | -                     |                 |              | Toegankelijk voor kinderen                                |
| Tijd om te gaan leven                                               | 30-01-2020            | 08-02-2020            | 39              | 5            |                                                           |
| Bitterlief                                                          | 21-03-2023            | 25-03-2023            | 53              | 2            |                                                           |
| Kaartenhuis                                                         | 09-05-2025            |                       |                 |              |                                                           |

| Album met hitnotering(en) in de Vlaamse Ultratop 200 albums | Datum van verschijnen | Datum van binnenkomst | Hoogste positie | Aantal weken | Opmerkingen               |
| ----------------------------------------------------------- | --------------------- | --------------------- | --------------- | ------------ | ------------------------- |
| Schaduw in de nacht                                         | 1995                  | 18-11-1995            | 17              | 5            |                           |
| De onderstroom                                              | 1997                  | 18-10-1997            | 14              | 7            | Dubbel-cd                 |
| Zien                                                        | 1999                  | 02-10-1999            | 26              | 4            |                           |
| Noord & zuid - Het beste van Stef Bos                       | 2000                  | 16-12-2000            | 50              | 1            | Dubbel-cd (verzamelalbum) |
| Donker en licht                                             | 2003                  | 07-06-2003            | 44              | 3            |                           |
| Ruimtevaarder                                               | 2005                  | 22-10-2005            | 49              | 10           |                           |
| Kloofstraat                                                 | 2010                  | 03-04-2010            | 78              | 3            |                           |
| Dit is nu later! - 20 jaar Stef Bos                         | 2010                  | 26-02-2011            | 17              | 16           | Dubbel-cd (verzamelalbum) |
| Minder meer                                                 | 2011                  | 22-10-2011            | 37              | 6            |                           |
| Mooie waanzinnige wereld                                    | 2014                  | 11-10-2014            | 40              | 20           |                           |
| Een sprong in de tijd                                       | 2016                  | 16-01-2016            | 15              | 28           |                           |
| Kern                                                        | 2018                  | 20-01-2018            | 10              | 22           |                           |
| Tijd om te gaan leven                                       | 2020                  | 08-02-2020            | 83              | 5            |                           |
| Is dit nu later                                             | 1990                  | 22-04-2023            | 200             | 1*           |                           |
| Bitterlief                                                  | 21-03-2023            | 01-04-2023            | 22              | 5            |                           |

### Singles
| Single met eventuele hitnotering(en) in de Nederlandse Top 40 | Datum van verschijnen | Datum van binnenkomst | Hoogste positie | Aantal weken | Opmerkingen                                          |
| ------------------------------------------------------------- | --------------------- | --------------------- | --------------- | ------------ | ---------------------------------------------------- |
| Is dit nou later?                                             | 1990                  | -                     |                 |              |                                                      |
| Gek zijn is gezond                                            | 1990                  | 17-11-1990            | tip8            | -            | Nr. 54 in de Single Top 100                          |
| Laat vandaag een dag zijn                                     | 1991                  | -                     |                 |              |                                                      |
| Papa                                                          | 1991                  | 02-03-1991            | 8               | 8            | Nr. 8 in de Single Top 100                           |
| Breek de stilte                                               | 1991                  | 22-06-1991            | 31              | 3            | met Bob Savenberg / Nr. 33 in de Single Top 100      |
| Wat een wonder                                                | 1991                  | -                     |                 |              |                                                      |
| Jij bent voor mij                                             | 1992                  | 17-10-1992            | tip10           | -            | Nr. 52 in de Single Top 100                          |
| De radio                                                      | 1993                  | -                     |                 |              |                                                      |
| Awuwa (Zij wil dansen)                                        | 1993                  | 19-06-1993            | tip18           | -            | met Johannes Kerkorrel                               |
| Vuur / Pepermunt                                              | 1994                  | -                     |                 |              |                                                      |
| Hilton Barcelona                                              | 1994                  | -                     |                 |              |                                                      |
| Twee mannen zo stil                                           | 1995                  | -                     |                 |              | met Frank Boeijen                                    |
| Vrouwen aan de macht                                          | 1995                  | -                     |                 |              |                                                      |
| Schaduw in de nacht                                           | 1996                  | -                     |                 |              |                                                      |
| Two of a kind                                                 | 1996                  | -                     |                 |              | met Thandi Klaasen                                   |
| Onder in my whiskeyglas                                       | 1996                  | -                     |                 |              |                                                      |
| De dag zal komen                                              | 1997                  | -                     |                 |              |                                                      |
| De tovenaar                                                   | 1997                  | -                     |                 |              | Nr. 97 in de Single Top 100                          |
| Papa (live)                                                   | 1999                  | -                     |                 |              |                                                      |
| Ik geloof in jou                                              | 1999                  | -                     |                 |              | met Cherry Wijdenbosch / Nr. 88 in de Single Top 100 |
| Niets te verliezen                                            | 1999                  | -                     |                 |              |                                                      |
| Kind van de vijand                                            | 2000                  | -                     |                 |              | met Frank Boeijen                                    |
| Suikerbossie                                                  | 2000                  | -                     |                 |              |                                                      |
| Ginette                                                       | 2000                  | -                     |                 |              |                                                      |
| Ik mis jou                                                    | 2003                  | -                     |                 |              |                                                      |
| Engjelushe                                                    | 2003                  | -                     |                 |              |                                                      |
| Zij weet                                                      | 2004                  | -                     |                 |              |                                                      |
| Dia de la muerte                                              | 21-10-2008            | -                     |                 |              |                                                      |
| Gelukkig                                                      | 26-03-2010            | -                     |                 |              |                                                      |
| Tydbom                                                        | 07-05-2010            | -                     |                 |              |                                                      |
| Wat het ook is                                                | 23-01-2012            | -                     |                 |              |                                                      |
| Koninkrijk der Nederlanden                                    | 24-04-2013            | -                     |                 |              |                                                      |
| Laat me                                                       | 29-10-2020            | -                     |                 |              | met Miss Montreal / Nr. 36 in de Single Top 100      |

| Single met hitnotering(en) in de Vlaamse Ultratop 50 | Datum van verschijnen | Datum van binnenkomst | Hoogste positie | Aantal weken | Opmerkingen                                           |
| ---------------------------------------------------- | --------------------- | --------------------- | --------------- | ------------ | ----------------------------------------------------- |
| Papa                                                 | 1991                  | 06-04-1991            | 38              | 7            | Nr. 8 in de Vlaamse Top 10                            |
| Breek de stilte                                      | 1991                  | 04-05-1991            | 1 (2wk)         | 15           | met Bob Savenberg / Nr. 1 in de Vlaamse Top 10        |
| Jij bent voor mij                                    | 1992                  | 07-11-1992            | 39              | 4            | Nr. 8 in de Vlaamse Top 10                            |
| Wat het ook is                                       | 2012                  | 25-02-2012            | tip57           | -            |                                                       |
| Liever                                               | 2014                  | 14-06-2014            | tip30           | -            | met Diggy Dex                                         |
| Passage                                              | 2014                  | 11-10-2014            | tip38           | -            | Nr. 18 in de Vlaamse Top 50                           |
| Geloven                                              | 2015                  | 31-01-2015            | tip27           | -            | Nr. 12 in de Vlaamse Top 50                           |
| Vogelvlucht                                          | 2015                  | 09-01-2016            | tip24           | -            | Nr. 10 in de Vlaamse Top 50                           |
| Kan het niet alleen                                  | 2016                  | 02-04-2016            | tip35           | -            | Nr. 15 in de Vlaamse Top 50                           |
| De reis                                              | 2016                  | 03-12-2016            | tip31           | -            | met Sabien Tiels / Nr. 17 in de Vlaamse Top 50        |
| Plettenberg                                          | 2017                  | 04-11-2017            | tip             | -            | met Mathieu & Guillaume / Nr. 44 in de Vlaamse Top 50 |
| Welkom                                               | 2017                  | 02-12-2017            | tip             | -            | Nr. 36 in de Vlaamse Top 50                           |
| Rivier van tijd                                      | 2018                  | 07-04-2018            | tip31           | -            | Nr. 10 in de Vlaamse Top 50                           |
| Mooier met de tijd                                   | 2020                  | 22-02-2020            | tip             | -            | Nr. 25 in de Vlaamse Top 50                           |
| Ik zie u graag                                       | 2020                  | 31-10-2020            | tip             | -            |                                                       |
| Laat me                                              | 2020                  | 09-01-2021            | tip             | -            | met Miss Montreal                                     |

### NPO Radio 2 Top 2000
| Nummers met noteringen in de NPO Radio 2 Top 2000 | '99 | '00 | '01  | '02 | '03 | '04  | '05  | '06  | '07  | '08  | '09  | '10  | '11  | '12  | '13  | '14 | '15  | '16  | '17  | '18  | '19  | '20  | '21  | '22  | '23  | '24  |
| ------------------------------------------------- | --- | --- | ---- | --- | --- | ---- | ---- | ---- | ---- | ---- | ---- | ---- | ---- | ---- | ---- | --- | ---- | ---- | ---- | ---- | ---- | ---- | ---- | ---- | ---- | ---- |
| Hilton Barcelona                                  | 919 | 916 | 1115 | 910 | 785 | 1243 | 1222 | 1380 | 1201 | 1164 | 1486 | 1363 | 1699 | 1976 | 1818 | -   | -    | -    | -    | -    | -    | -    | -    | -    | -    | -    |
| Ik heb je lief                                    | -   | -   | -    | -   | -   | -    | 1145 | 680  | 628  | 1071 | 779  | 829  | 801  | 913  | 810  | 920 | 1057 | 1495 | 1757 | 1747 | 1645 | 1153 | 1702 | 1884 | 1905 | 1925 |
| Is dit nou later?                                 | -   | -   | -    | -   | -   | -    | -    | -    | -    | -    | -    | -    | -    | -    | -    | -   | 1949 | 800  | 942  | 820  | 767  | 171  | 367  | 403  | 406  | 439  |
| Papa                                              | 116 | 86  | 98   | 87  | 65  | 94   | 43   | 28   | 43   | 44   | 72   | 84   | 51   | 75   | 80   | 101 | 109  | 116  | 91   | 94   | 70   | 31   | 52   | 63   | 66   | 63   |

1. ↑  Een '-' betekent dat het nummer niet was genoteerd en een vetgedrukt getal geeft de hoogste notering van een nummer aan.

### Dvd's
| Muziek-dvd met eventuele hitnotering(en) in de Nederlandse Muziek Dvd Top 30 | Datum van verschijnen | Datum van binnenkomst | Hoogste positie | Aantal weken | Opmerkingen                              |
| ---------------------------------------------------------------------------- | --------------------- | --------------------- | --------------- | ------------ | ---------------------------------------- |
| Rooi aarde swart bloed                                                       | 2007                  |                       |                 |              | Alleen uitgebracht in Zuid-Afrika        |
| Storm                                                                        | 29-10-2008            |                       |                 |              |                                          |
| In een ander licht                                                           | 17-09-2010            | 16-10-2010            | 18              | 5            | met Het Metropole Orkest & Jules Buckley |
| Bos in beeld 2011                                                            | 09-08-2013            |                       |                 |              | Met onder meer De steen                  |
| Bos in beeld 2012                                                            | 11-10-2013            |                       |                 |              |                                          |